# Clipston, Northamptonshire
Clipston är en ort och civil parish i Storbritannien.   Den ligger i grevskapet Northamptonshire i riksdelen England, i den södra delen av landet, 120 km nordväst om huvudstaden London. Clipston ligger 137 meter över havet och antalet invånare är 613.
Terrängen runt Clipston är platt. Runt Clipston är det ganska tätbefolkat, med 116 invånare per kvadratkilometer. Närmaste större samhälle är Market Harborough, 5,9 km norr om Clipston. Trakten runt Clipston består till största delen av jordbruksmark.